# Quemusia
Quemusia là một chi nhện trong họ Amphinectidae. De soorten komen voor in Queensland và New South Wales.

## Onderliggende soorten
- Quemusia aquilonia Davies, 1998
- Quemusia austrina Davies, 1998
- Quemusia cordillera Davies, 1998
- Quemusia raveni Davies, 1998